# Saint-Vincent-des-Bois
Saint-Vincent-des-Bois település Franciaországban, Eure megyében. Lakosainak száma 338 fő (2022. január 1.). Saint-Vincent-des-Bois Saint-Marcel, La Heunière és Mercey községekkel határos.

## Népesség
A település népessége az elmúlt években az alábbi módon változott:
| Lakosok száma | 151  | 225  | 243  | 282  | 356  | 341  | 334  | 333  | 335  | 338  |
|               | 1968 | 1982 | 1990 | 2006 | 2013 | 2015 | 2017 | 2019 | 2020 | 2022 |